# Эндотоксины
Эндотоксины — бактериальные токсические вещества, которые представляют собой структурные компоненты определённых бактерий и высвобождаются только при лизисе (распаде) бактериальной клетки. Это отличает эндотоксины от экзотоксинов, растворимых соединений, секретируемых живой бактериальной клеткой.
Основным примером эндотоксинов является липополисахарид или липоолигосахарид. Липополисахарид грам-отрицательных бактерий настолько глубоко исследован и настолько широко применяется как эндотоксин, что часто термины эндотоксин и липополисахарид используются как синонимы.

## Строение бактериальных эндотоксинов
Бактериальные эндотоксины состоят из полисахаридного и липидного фрагментов. Полисахаридный фрагмент содержит О-специфическую цепь (O-антиген), включающую повторяющуюся последовательность олигосахаридных единиц на основе гликозильных остатков (до 50), а также ядро. Липид А и внутреннее ядро полисахаридной составляющей эндотоксинов частично фосфорилированы. Это приводит к тому, что в растворах с нейтральным или основным рН эндотоксины будут иметь выраженный отрицательный заряд (рКа 1,3).
Молекулярная масса мономеров различных липополисахаридов может варьировать в достаточно широких диапазонах, что объясняется вариабельностью О-специфической цепи. Известны эндотоксины с молекулярными массами от 2,5 кДа (с укороченной О-специфической цепью) до 70 кДа (с очень длинной О-специфической цепью). Большая же часть липополисахаридов имеет молекулярную массу от 10 до 20 кДа.
Однако необходимо отметить, что мономерные липополисахариды могут образовывать супрамолекулярные структуры за счёт неполярных взаимодействий между липидными «хвостами», а также за счёт образования «сшивок» фосфатных групп бивалентными катионами. Таким образом в водных растворах эндотоксины могут агрегировать в ламелярные, кубические или инвертированные гексагональные структуры, такие как мицеллы или везикулы. Диаметр подобных структур достигает 0,1 мкм, а молекулярная масса — 1000 кДа. Бивалентные катионы, такие как Ca2+ и Mg2+, способствуют образованию супрамолекулярных структур, а детергенты, ЭДТА и белки, наоборот, смещают равновесие в сторону образования мономерных форм.

### О-антиген
О-специфическая цепь уникальна для каждого прокариотического штамма; она вносит существенный вклад в серологическую специфичность, вызывая иммунный ответ в организмах человека и животных.

### Ядро
Основными составляющими ядра являются остатки гептозы (гексапиранозы во внешней части ядра и L-глицеро-D-манногептозы во внутренней части), а также группы 2-кето-3-деоксиоктоновой кислоты.

### Липид A
Липидный фрагмент эндотоксинов или липид А является наименее вариабельной и наиболее консервативной частью. Липид А отвечает за эндотоксическую активность. Она проявляется в стимулировании производства и высвобождения гранулоцитами и макрофагами эндогенных медиаторов, таких как биоактивные липиды, NO, цитокины (например, интерлейкин-1). Большие концентрации таких медиаторов в организме могут привести к множеству различных патофизиологических реакций, как-то повышение температуры тела, лейкопения, тахикардия, гипотония, рассеянная внутрисосудистая коагуляция и т. д.

## Эндотоксиновая агрессия

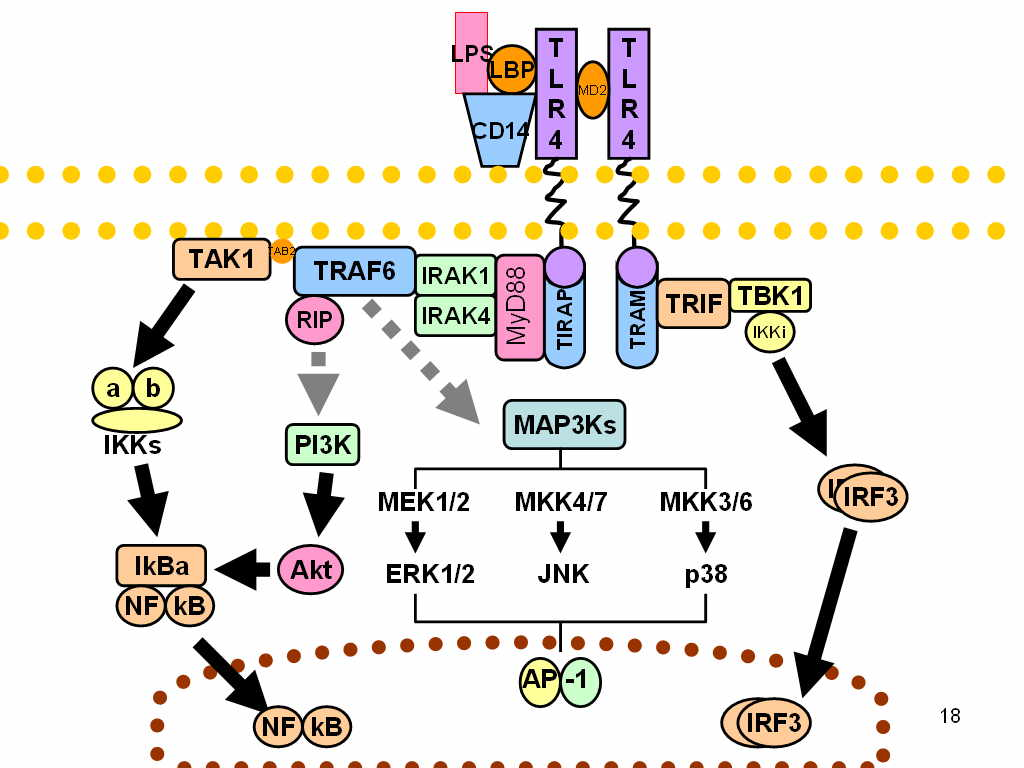
Схема распознавания липополисахарида (LPS) иммунными клетками и передача сигнала, вызывающего иммунный ответ.

Наличие гликолипида в молекуле различных по происхождению эндотоксинов определяет общность их биологических свойств. Физиологические концентрации эндотоксина колеблются в весьма широком диапазоне (от близкой к нулю до 1,0 EU/ml) и имеют неуклонную тенденцию к увеличению с возрастом. В физиологических условиях 5—7 % циркулирующих лейкоцитов несут на своей поверхности ЛПС. Рецепторныйкомплекс CD14/TLR4/MD2, присутствующий на макрофагах и многих других клетках организма, связывает ЛПС.
Исход реакции ЛПС с клетками макроорганизма зависит от его концентрации. Умеренная активация клеток и систем при низких дозах эндотоксина с увеличением дозы переходит в гиперактивацию, которая сопровождается усиленной продукцией воспалительных цитокинов, усиленной активацией системы комплемента и факторов свертывания крови, что может заканчиваться развитием таких грозных осложнений, как диссеминированное внутрисосудистое свертывание (ДВС), эндотоксиновый шок и острая полиорганная недостаточность.
При избыточном поступлении в системный кровоток эндотоксина в условиях относительной недостаточности ЛПС-связывающих факторов, а также при недостаточности ЛПС выделяющих систем (в первую очередь почек) эндотоксин может проявлять свои многочисленные патогенные свойства. Факт участия избытка ЛПС в патогенезе различных заболеваний, назван «эндотоксиновой агрессией». Причины развития эндотоксиновой агрессии очень разнообразны: наиболее частая — стресс, а также любые патологические процессы, приводящие к повышению проницаемости кишечного барьера (пищевые отравления и острые кишечные инфекции, алкогольный эксцесс и дисбактериоз, непривычно жирная и острая пища, острые вирусные инфекции, шок и др.), портальная гипертензия и заболевания печени, хроническая и острая почечная недостаточность (поскольку именно почки служат основным ЛПС-выводящим органом).
Доступным и безопасным методом нормализации уровня эндотоксина в крови является энтеросорбция. Энтеросорбент в кишечнике связывает эндотоксин и снижает его поступление через энтерогематический барьер.

## Другие эндотоксины
Примером иных, нежели липополисахарид, эндотоксинов может служить инсектицидный дельта-токсин грам-положительной Bacillus thuringiensis. Этот токсин является белком, который синтезируется бациллой при спорообразовании и образует кристаллы в бактериальной споре. При поедании растения с такими спорами личинками насекомых протеолиз этого белка приводит к образованию специфического белкового продукта, который встраивается в мембрану эпителиальных клеток кишечника личинки и образует катионный канал, вызывая лизис клеток и смерть. Дельта-токсин безвреден для человека, так как для проявления цитотоксичности требует специфической активации.

## Эндотоксинемия
Наличие эндотоксинов в крови называется эндотоксинемией. При сильном иммунном ответе эндотоксинемия может привести к септическому шоку.